# Tom Dice
Tom Eeckhout (Eeklo, Flandes; 25 de noviembre de 1989), conocido como Tom Dice, es un cantante y compositor belga. Participó en 2008 en la versión flamenca de "The X Factor" finalizando en segundo lugar. Representó a Bélgica en el Festival de la Canción de Eurovisión 2010 que se celebró en Oslo, Noruega.

## Juventud y elFactor X
Tom aprendió a tocar la guitarra desde temprana edad, comenzó a componer canciones en su adolescencia y a la edad de 15 años comenzó a tocar junto a la banda "The Dice", del cual Tom sacaría más tarde su nombre artístico.  En 2008 participa en la versión flamenca de "The X Factor", con Maurice Engelen como su entrenador vocal, finalizando en segundo lugar por detrás de Dirk De Smet.
Luego del programa. Dice se convierte en el primer artista en firmar con el naciente sello SonicAngel y en junio de 2009, bajo el nombre de Tom Dice, lanza su primer sencillo, una versión acústica del tema de Leona Lewis "Bleeding Love". El sencillo escaló hasta la séptima posición en las listas musicales de Flandes, permaneciendo durante 14 semanas.  Ese mismo año, Tom recibe una nominación en los TMF Awards en la categoría de "Mejor Artista Nuevo".
En mayo de 2009, Dice comienza a trabajar nuevamente con Engelen para el lanzamiento de su álbum debut "Teardrops", el cual estaría en el mercado para octubre de 2009. Sin embargo, el lanzamiento se pospuso para 2010.

## Eurovisión 2010
El 25 de noviembre de 2009, Tom Dice fue escogido por la radiodifusora Vlaamse Radio- en Televisieomroep (VRT) para representar a Bélgica en el Festival de la Canción de Eurovisión 2010 a celebrarse en Oslo, Noruega. Su distintiva voz y su experiencia en televisión fueron citados como los argumentos para su elección. El 7 de marzo de 2010, fue presentada la canción "Me and my guitar", tema del cual Tom es su compositor.
El 29 de mayo alcanzó finalmente el 6ª lugar en dicho concurso, después de haber ganado la primera semifinal.

## Discografía

### Álbumes de estudio
- Teardrops (2010)
- Heart for Sale (2012)

### Sencillos
| Año  | Sencillo                                      | Posición | Posición        | Posición | Posición | Posición | Posición | Posición | Posición | Posición | Posición | Posición | Posición | Álbum                                            |   |   |           |
| ---- | --------------------------------------------- | -------- | --------------- | -------- | -------- | -------- | -------- | -------- | -------- | -------- | -------- | -------- | -------- | ------------------------------------------------ | - | - | --------- |
| Año  | Sencillo                                      | 2009     | "Bleeding Love" | 7        | —        | —        | —        | —        | —        | —        | —        | —        | —        | Álbum                                            | — | — | Teardrops |
| 2010 | "Me and my guitar"                            | 1        | 1               | 39       | 20       | 30       | 20       | 24       | 85       | 32       | 68       | —        | 27       |                                                  |   |   | Teardrops |
| 2010 | "Lucy"                                        | 21       | —               | —        | —        | —        | —        | —        | —        | —        | —        | —        | —        |                                                  |   |   | Teardrops |
| 2011 | "A Thousand Years"                            | 44       | —               | —        | —        | —        | —        | —        | —        | —        | —        | —        | —        | —                                                |   |   |           |
| 2011 | "Il nous faut" (dúo con Elisa Tovati)         | 1        | 1               | —        | —        | —        | —        | —        | —        | 36       | 6        | —        | —        | Le syndrome de Peter Pan (álbum de Elisa Tovati) |   |   |           |
| 2011 | "Sunlight" (dúo con DJ Antoine)               | 8        | 43              | —        | —        | 93       | —        | —        | —        | 10       | —        | 51       | —        | 2011 (álbum de DJ Antoine)                       |   |   |           |
| 2012 | "Utopia"                                      | 21       | 63              | —        | —        | —        | —        | —        | —        | —        | —        | —        | —        | Heart for Sale                                   |   |   |           |
| 2012 | "Out At Sea"                                  | 26       | —               | —        | —        | —        | —        | —        | —        | —        | —        | —        | —        | Heart for Sale                                   |   |   |           |
| 2012 | "Drive Me to Paris"                           | 60       | —               | —        | —        | —        | —        | —        | —        | —        | —        | —        | —        | Heart for Sale                                   |   |   |           |
| 2013 | "Let Me In"                                   | 57       | —               | —        | —        | —        | —        | —        | —        | —        | —        | —        | —        | Heart for Sale                                   |   |   |           |
| 2013 | "Breaking Up Slowly" (dúo con Kato Callebaut) | 88       | —               | —        | —        | —        | —        | —        | —        | —        | —        | —        | —        |                                                  |   |   |           |